# Täljö
Täljö is een plaats in de gemeente Österåker in het landschap Uppland en de provincie Stockholms län in Zweden. De plaats heeft 338 inwoners (2005) en een oppervlakte van 92 hectare.